# Leucothyreus niveicollis
Leucothyreus niveicollis är en skalbaggsart som beskrevs av François Louis Nompar de Caumont de Laporte 1840. Leucothyreus niveicollis ingår i släktet Leucothyreus och familjen Rutelidae. Inga underarter finns listade i Catalogue of Life.